# Blacksmith (monster truck)

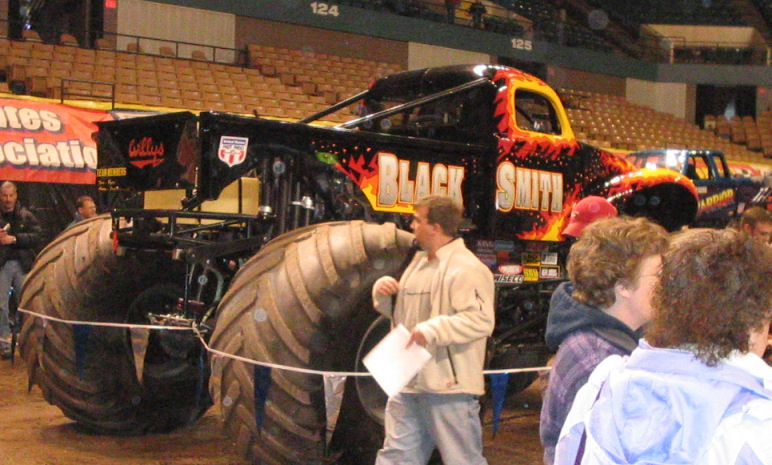
Blacksmith.

Blacksmith ("Fabbro" in inglese) è un Monster truck che partecipa alla USHRA Monster Jam dal 2001 fino al 2007. È stato pilotato da Corey Clark, Pablo Huffaker, Tina Huffaker, Ryan Huffaker, Aaron Basl e Norm Miller.
La carrozzeria del truck deriva da un Utility truck ¼ t 4x4 Jeep  in versione pick-up del 1941 dotato di propulsore Merlin 540.
Il veicolo ha partecipato alle Monster Jam World Finals per sette anni consecutivi, prima di essere sostituito dal Monster gemello Captain's Curse.